# Carolyn C. Porco
Carolyn C. Porco (New York, SAD, 6. ožujka 1953.), američka je planetologinja poznata po istraživanju vanjskih dijelova Sunčevog sustava još od 1980-ih kada je radila u programu Voyager i istraživanju Jupitera, Saturna, Urana i Neptuna. Voditeljica je tima za obradu slikovnih podataka misije Cassini, koja je trenutno u orbiti oko Saturna. Članica je misije New Horizons, lansirane prema Plutonu 19. siječnja 2006. Stručnjakinja je za planetarne prstenove i Saturnov mjesec Enkelad.
Suautorica je više od 110 znanstvenih radova koji se bave različitim temama, kao npr. spektroskopijom Urana i Neptuna, međuzvjezdanom tvari, fotometrijom planetarnih prstenova, interakcijom satelita i prstenova, termalnom ravnotežom Tritonovih polarnih kapa, protokom topline u unutrašnjosti Jupitera itd. Objavila je i brojne radove o rezultatima misije Cassini. Podaci s te misije potvrdili su predviđanja Carolyn Porco i Marka Marleya da su akustične oscilacije unutar Saturna odgovorne za stvaranje posebnih značajki unutar Saturnovih prstenova.
Porco je utemeljiteljica projekta "Dan kada se Zemlja nasmijala", a na njezin prijedlog dio posmrtnih ostataka Eugenea Shoemakera poslan je na Mjesec letjelicom Lunar Prospector 1998. godine.
Dva puta je gostovala na TED-ovim konferencijama te je dobitnica brojnih nagrada.

## Školovanje
Carolyn Porco rođena je u New Yorku. Diplomirala je na Sveučilištu Stony Brook 1974. godine, a doktorirala 1983. na California Institute of Technology (Caltech), na Odjelu geologije i planetologije. Pod mentorstvom Petera Goldreicha napisala je disertaciju o Voyagerovim otkrićima u Saturnovim mjesecima.

## Karijera

### Voyager
Carolyn Porco je 1983. postala članicom Odsjeka planetologije na Sveučilištu Arizona, a te iste godine postaje i članicom tima za obradu slikovnih podataka programa Voyager. Od tada aktivno sudjeluje u praćenju Voyagera tijekom susreta s Uranom 1986. i Neptunom 1989.
Kao mlada znanstvenica u programu Voyager, bila je prva osoba koja je opisala ponašanje nepravilnih prstenčića i "žbica" koje je Voyager otkrio unutar Saturnovih prstenova; razjasnila je mehanizam vanjskih Uranovih prstenova i njihovih pastirskih satelita Kordelije i Ofelije kao i onaj Neptunovih prstenova i lukova i pastirskog satelita Galateje. Jedna je od začetnica ideje snimanja "obiteljskog portreta" Sunčevog sustava letjelicom Voyager te je sudjelovala u planiranju, oblikovanju i obradi tih fotografija 1990. godine, uključujući i poznatu fotografiju planeta Zemlje - Pale Blue Dot.

### Cassini–Huygens
U studenom 1990. Porco je imenovana voditeljicom tima za obradu slikovnih podataka međunarodne misije Cassini-Huygens koja je uspješno lansirala letjelicu u orbitu oko Saturna i poslala atmosfersku sondu Huygens na Saturnov najveći satelit, Titan. Također je i ravnateljica CICLOPS-a (Cassini Imaging Central Laboratory for OPerationS), laboratorija koji je središte za obradu svih slikovnih podataka i mjesto gdje se sve fotografije obrađuju za objavu. CICLOPS je dio ustanove Space Science Institute u Boulderu u Coloradu.
Tijekom ove još uvijek aktivne misije, Porco i njezin tim otkrili su sedam Saturnovih satelita: Metona i Palena, Polideuk, Dafnis, Anta, Egeon i mali mjesec na vanjskom B-prstenu. Također su otkrili nekoliko novih prstenova, npr. prstenove podudarne s orbitama Atlasa, Janusa i Epimeteja (sateliti s progradnim putanjama) i Palene; zatim difuzni prsten između Atlasa i F-prstena, kao i nove prstenove unutar nekoliko pukotina već poznatih prstenova.
Tijekom 2013. podaci prikupljeni u misiji Cassini potvrdili su predviđanja Carolyn Porco i Marka Marleya da su akustične oscilacije unutar Saturna odgovorne za stvaranje posebnih značajki unutar Saturnovih prstenova. To je prva potvrda koja je pokazala da planetarni prstenovi mogu djelovati kao seizmografi u bilježenju oscilacijskih pokreta unutar planeta domaćina.
Njezin je tim prvi uočio skupinu jezera ugljikovodika u južnoj polarnoj regiji Titana u lipnju 2005. (skupina sličnih i većih pojava uočena je u sjevernoj polarnoj regiji u veljači 2007.). Mogućnost da su ova jezera potpuno ili djelomično ispunjena tekućim ugljikovodicima dodatno je potvrđena kasnijim opažanjima.
Također su prvi uočili gejzire na Enkeladu, Saturnovom šestom najvećem mjesecu, za koje smatraju da eruptiraju iz akumulacija tekuće slane vode (pune spojeva kao što su propan, benzen, sumporovodik i formaldehid) ispod južnog pola ovog mjeseca.

### New Horizons
Porco je i članica tima za obradu slikovnih podataka misije New Horizons čiji je cilj istraživanje patuljastog planeta Plutona i Kuiperovog pojasa. Svemirska sonda bi trebala doći do Plutona 2015.

### Dan kada se Zemlja nasmijala
Kao voditeljica tima za obradu slikovnih podataka misije Cassini, Carolyn Porco je pokrenula i planirala snimanje fotografije Saturna, sa Zemljom u pozadini, 19. srpnja 2013. godine, po uzoru na slavnu fotografiju Pale Blue Dot. Snimanje fotografije bilo je dio većeg projekta pod nazivom "Dan kada se Zemlja nasmijala" (engl. The Day the Earth Smiled), u kojem su ljudi diljem svijeta pozvani da se nasmiju u trenutku snimanja fotografije i na taj način proslave svoje mjesto u svemiru i život na Zemlji.

### Sveučilište
Na Sveučilištu Arizona Porco je radila od 1983. do 2001., a redoviti je profesor postala 1991. Danas je viši istraživač u Institutu svemirskih znanosti u Boulderu (engl. Space Science Institute) i gostujući predavač na Koloradskom sveučilištu u Boulderu.

### NASA
Porco je aktivno sudjelovala u američkom planetarnom istraživačkom programu sudjelujući u radu mnogih NASA-inih odbora (npr. Solar System Exploration Subcommittee, Mars Observer Recovery Study Team, Solar System Road Map Development Team). Sredinom 1990-ih vodila je savjetodavnu radnu skupinu za proučavanje i razvoj budućih misija u vanjskom dijelu Sunčevog sustava, a sudjelovala je i u radu skupine za osmišljavanje desetogodišnjeg plana istraživanja Sunčevog sustava (engl. Solar System Decadal Survey, 2001–2002) pod vodstvom NASA-e i Nacionalne akademije znanosti.

### Javni nastupi
Carolyn Porco često drži predavanja o misiji Cassini i o planetarnim istraživanjima općenito, te se pojavljuje na poznatim konferencijama (PopTech, 2005. i TED 2007., 2009.).
Predavanje na TED-ovoj konferenciji 2007. bilo je usredotočeno na dva glavna područja otkrića misije Cassini: istraživanje Saturnovih mjeseca Titana i Enkelada. Opisujući okruženje na Titanu, s atmosferom sastavljenom uglavnom od molekularnog dušika i prožetom organskim spojevima, Porco je pozvala publiku da ovako zamisli scenu na površini mjeseca: 
Nakon opisivanja različitih obilježja otkrivenih na Titanu i prikaza povijesne prve fotografije Titanove površine snimljene sondom Huygens, Porco dalje opisuje Enkelad i mlazove "sitnih ledenih čestica" koje izviru s mjesečevog južnog pola:

### Televizija i film
Porco je bila redovita analitičarka i konzultantica za astronomiju CNN-a te ima mnogo radijskih i televizijskih nastupa.
Bila je savjetnica na snimanju filma Kontakt, temeljenog na romanu poznatog astronoma Carla Sagana. Također je bila savjetnica na snimanju filma Zvjezdane staze. Scena u kojoj Enterprise izlazi iz warp pogona u atmosferu Titana i diže se iz izmaglice, sa Saturnom i njegovim prstenovima u pozadini, bila je njena ideja.

### Ostalo
Godine 1994. Porco je bila članica povjerenstva (kojim je predsjedavao Carl Sagan) pod nazivom "Javna komunikacija NASA-ine znanosti" (engl. Public Communication of NASA's Science), a 1999. je recenzirala biografiju Carla Sagana za list The Guardian. Napisala je brojne popularnoznanstvene članke te je aktivna u približavanju znanosti široj javnosti, a na web stranicama CICLOPS-a ima svoj blog, Captain's Log.
Također vodi Diamond Sky Productions, malu tvrtku posvećenu znanstvenoj, ali i umjetničkoj upotrebi planetarnih fotografija i računalne grafike za približavanje znanosti široj javnosti.

## Nagrade i priznanja
Godine 1999. Porco je izabrana za jednog od 18 vodećih znanstvenika 21. stoljeća, po izboru lista The Sunday Times, 2004. je izabrana kao jedna od 50 zvijezda koje treba pratiti, po izboru lista Industry Week, a 2008. je uvrštena na popis časopisa Wired - "Pametni popis: 15 ljudi koje bi sljedeći predsjednik trebao slušati".
Asteroid 7231 Porco ime je dobio "u čast Carolyn C. Porco, pionirke u proučavanju sustava planetarnih prstenova...i voditeljice u istraživanju vanjskog Sunčevog sustava svemirskim letjelicama."
Godine 2008. Porco je dobila "Nagradu za znanost Isaac Asimov" koju dodjeljuje Američko humanističko društvo.
U rujnu 2009. osvojila je stipendiju Biblioteke Huntington, a iste ju je godine časopis New Statesman uvrstio na popis "50 najbitnijih ljudi današnjice".
U listopadu 2009. ona i Babak Amin Tafreshi dobili su nagradu "Lennart Nilsson" kao priznanje za njihov fotografski rad.
U listopadu 2010. Porco je nagrađena medaljom Carla Sagana za izvrsnost u približavanju znanosti široj javnosti, koju dodjeljuje Odjel za planetologiju Američkog astronomskog društva.
U svibnju 2009. primila je počasni doktorat Sveučilišta Stony Brook gdje je i diplomirala, a 2011. je osvojila nagradu "Distinguished Alumni", najveću nagradu koju dodjeljuje Caltech.
Godine 2012. Porco je imenovana jednom od 25 najutjecajnijih ljudi u svemiru po izboru časopisa Time.

## Glazbeni interesi
Porco je fascinirana 1960-ima i Beatlesima te s vremena na vrijeme uključuje refence na njihovu glazbu u svoje prezentacije, tekstove i nastupe. Prva fotografija u boji misije Cassini bila je ona planeta Jupitera, koja je objavljena 9. listopada 2000., u čast 60. rođendana Johna Lennona. Godine 2006. producirala je i režirala kratki 8-minutni film s 64 najspektakularnije fotografije snimljene s letjelice Cassini, koje su predstavljene uz glazbu Beatlesa, u čast 64. rođendana Paula McCartneyja.
Neki njeni citati korišteni su u glazbenom projektu Symphony of Science.

## Vanjske poveznice
- službena web stranica (engl.)
- CICLOPS (engl.)
- This is Saturn (Ovo je Saturn), prezentacija održana na TED konferenciji 2007. (engl.)
- Could a Saturn moon harbor life? (Može li na Saturnovom mjesecu biti života?), prezentacija održana na TED konferenciji 2009. (engl.)
- službena stranica na Twitteru (engl.)